# Fanny Ardant
Pour les articles homonymes, voir Ardant.
Fanny Ardant, née le 22 mars 1949 à Saumur (Maine-et-Loire), est une actrice, réalisatrice, scénariste et metteuse en scène française.
Révélée par le rôle de Fanny Vilatte dans le feuilleton Les Dames de la côte (1979) de Nina Companeez, succès critique qui lance sa carrière, elle joue deux ans plus tard le premier rôle de La Femme d'à côté de François Truffaut, qui lui vaut une nomination au César de la meilleure actrice. Figure importante du cinéma français depuis les années 1980, elle partage ensuite sa carrière entre télévision, théâtre et cinéma. Apparaissant dans plusieurs films populaires comme Le Colonel Chabert (1994), Ridicule (1996) ou Huit Femmes (2002), elle tourne aussi sous la direction de nombreux cinéastes reconnus, François Truffaut, Agnès Varda, Sydney Pollack, Yves Angelo, Maïwenn, ou Jean Becker.
En 1997, elle obtient le César de la meilleure actrice pour Pédale douce, auquel s'ajoute en 2020 le César de la meilleure actrice dans un second rôle pour La Belle Époque : en tout, elle a été nommée six fois aux César, deux fois aux Lumières de la presse internationale et aux Molières.

## Biographie

### Origines familiales
Née à Saumur, elle est la fille du colonel Jean Ardant, ancien chef de corps en Algérie, né à Saint-Jouvent (Haute-Vienne). Après sa carrière militaire, ami du prince Rainier, il devient ensuite gouverneur du palais de la principauté de Monaco, où Fanny passe sa jeunesse. Elle passe une partie de son enfance à voyager en Europe.[pas clair]
Elle est apparentée à Jean-Baptiste Ardant[réf. nécessaire] (1757-1815), à Charles Ardant du Picq, théoricien militaire, et à Henri Ardant, directeur de la Société générale et collaborateur sous l'Occupation.

### Formation et débuts
Elle fait ses études supérieures à l'Institut d'études politiques d'Aix-en-Provence, section « Relations internationales » (promotion 1971), qu'elle achève au bout de trois ans en rédigeant un mémoire intitulé Surréalisme et anarchisme (1971).
Elle est un moment secrétaire bénévole du Club de l'horloge[Quand ?].
Elle décide assez tardivement[pas clair] de devenir actrice afin d'assouvir sa passion pour le théâtre et joue notamment Racine[Quand ?], Claudel et Montherlant. 

### Années 1970 et 1980
Sa première apparition, dans Marie-poupée de Joël Séria, en 1976, est remarquée par le public[réf. nécessaire]. 
Fanny Ardant tourne plusieurs films pour la télévision, dont certains, comme Les Dames de la côte de Nina Companeez, attirent l'attention de François Truffaut, à la recherche d'une actrice, qui lui donne le premier rôle féminin de La Femme d'à côté (1981) et de Vivement dimanche ! (1982). Elle s'engage dans une relation amoureuse avec lui et sera sa dernière compagne.
Fanny Ardant travaille aussi avec Vittorio Gassman dans Benvenuta (1983) d'André Delvaux et La vie est un roman (1983) d'Alain Resnais, avec Geraldine Chaplin. 
Après la mort de Truffaut en 1984, elle participe aux films Un amour de Swann (1984) de Volker Schlöndorff, avec Jeremy Irons, Ornella Muti, Michele Placido et Alain Delon, Conseil de famille (1986) de Costa-Gavras, avec Johnny Hallyday, et à La Famille (1986) d'Ettore Scola, de nouveau avec Gassman.

### Années 1990
Après quelques films mineurs, elle apparaît dans le Colonel Chabert (1994) d'Yves Angelo, dans Sabrina (1995) de Sydney Pollack et surtout dans Par-delà les nuages (1995) de Michelangelo Antonioni, avec Marcello Mastroianni et Inés Sastre. Elle retrouve Mastroianni dans Les Cent et Une Nuits de Simon Cinéma (1995) d'Agnès Varda, puis remporte le César de la meilleure actrice pour la comédie Pédale douce (1996) de Gabriel Aghion. Elle rejoint la distribution du film choral Le Dîner d'Ettore Scola (1998), dernière variation sur le couple Ardant-Gassman avant la mort de ce dernier. La même année, elle incarne le personnage de Marie de Guise (1515-1560) dans Elizabeth de Shekhar Kapur en 1998.

### Années 2000
Les années 2000 lui offrent des rôles importants dans Sin noticias de Dios (2001) de Agustín Díaz Yanes, Huit femmes (2002) de François Ozon, avec Danielle Darrieux, Catherine Deneuve, Virginie Ledoyen, Emmanuelle Béart, Isabelle Huppert, Firmine Richard et Ludivine Sagnier, Callas Forever de Franco Zeffirelli (2002) et L'Odeur du sang (2003) de Mario Martone, avec Michele Placido.
En 2009, Fanny Ardant réalise son premier film Cendres et Sang. L'octroi de l'avance sur recettes suscite une polémique, eu égard à la faiblesse du projet, et le film est mal accueilli par la critique et le public, avec un peu moins de 15 000 spectateurs au bout de 5 semaines d'exploitation.

### Années 2010 et 2020
En 2010, elle met en scène Chimères absentes, court-métrage dans lequel elle interprète le premier rôle, qui s'inscrit dans son combat en faveur de la communauté rom.
En 2013, elle fait une courte apparition dans le film franco-italien La grande bellezza.
En 2015, elle interprète la sulfureuse[réf. nécessaire] comtesse de Castiglione dans La Séance, premier court-métrage d’Édouard de La Poëze.
En 2020, à la 45e cérémonie des César, elle reçoit le César de la meilleure actrice dans un second rôle dans La Belle Époque.
En 2021, elle interprète Shauna, femme de 71 ans atteinte de la maladie de Parkinson qui voit un jeune oncologue tomber amoureux d'elle, dans Les Jeunes Amants de Carine Tardieu avec Melvil Poupaud et Cécile de France.

### Chanson
En 2011, elle apparaît dans le clip de la chanson Elle me dit de Mika après avoir fait une apparition, vingt ans auparavant, dans celui d'Alain Bashung, Madame rêve,.
En 2012, elle enregistre Amoureuse en duo avec Véronique Sanson.
Vincent Delerm lui a consacré une chanson, Fanny Ardant et moi.

### Vie privée
Elle a eu trois filles : Lumir avec Dominique Leverd en avril 1975, Joséphine avec François Truffaut en septembre 1983[réf. nécessaire] et Baladine avec Fabio Conversi en avril 1989. 
Elle est aujourd'hui séparée de Fabio Conversi.

## Polémiques

### À propos des Brigades rouges
En 2007, Fanny Ardant déclenche la colère d'hommes politiques italiens et de familles de victimes du terrorisme en confiant dans une interview qu'elle considère Renato Curcio, fondateur des Brigades rouges, comme « un héros ». Piero Mazzola, fils d'un policier abattu en 1974 par les Brigades rouges, dépose plainte contre l'actrice. 
Elle a présenté des excuses :

« Je comprends que des gens m'aient traitée d'idiote. Je ne leur donne pas tort. Je ne suis pas une politicienne, je n'ai pas d'expérience. Je ne suis qu'une actrice, une personne ordinaire. »

### À propos de Vladimir Poutine
Lors de la promotion de son film Le Divan de Staline en janvier 2017 sur le plateau de l’émission 28 minutes d'Arte, Fanny Ardant attaque la corporation des journalistes, « laquais de l'Amérique » et soumis à « la pensée unique ». Elle dénonce un « Occident donneur de leçons » et se félicite aussi de ce « contre-pouvoir » incarné par la Russie, tout en reconnaissant « ne pas connaître les tenants et les aboutissants ». 
Elle reçoit alors le soutien des médias proches du Kremlin (Russia Today, Sputnik) et de la presse d'extrême droite, comme Valeurs actuelles.
À la mi-juin 2025, elle effectue une tournée en Russie, alors en pleine agression contre l'Ukraine. Elle s'y rend à l’invitation d’un proche du Kremlin visé par des sanctions européennes, et déclare, lors d'une conférence de presse, que « jouer à Paris ou à Moscou, c’est égal ». Sa venue réjouit la presse moscovite et les propagandistes de la guerre en Ukraine.

### À propos de Roman Polanski
En août 2022, dans une interview pour l'hebdomadaire Le Point, elle déclare son soutien au réalisateur Roman Polanski, accusé de viol et d'agressions sexuelles par douze femmes et toujours aux prises avec l'affaire qui l'a amené à fuir les États-Unis en 1978. Elle affirme avoir admiré l'homme et, selon elle « tout le monde fait des erreurs ». 
Dans la même interview, elle déclare avoir envié Íngrid Betancourt, ancienne prisonnière des FARC en Colombie, ne cachant pas le désir qu'elle avait d'être à sa place lorsque la captivité de la Franco-Colombienne était médiatisée.
Elle renouvelle son soutien à Roman Polanski en juin 2024 dans le magazine Causeur dans un entretien avec la psychanalyste Sabine Prokhoris (qui a écrit plusieurs ouvrages en défense de Roman Polanski), au cours duquel l'actrice dénonce ce qu'elle appelle le « maccarthysme #MeToo »,.

### À propos de Gérard Depardieu
En mars 2025, elle témoigne en faveur de Gérard Depardieu lors de son procès pour agressions sexuelles,,. Ce soutien est très mal vécu par plusieurs plaignantes. Elle déclare notamment : « Moi, je me suis battue, j'ai balancé des claques, des insultes. ». Le président lui répond : « Vous êtes une actrice reconnue, à la renommée internationale, vous, vous pouvez lui dire non. Est-ce que des jeunes femmes peuvent aussi lui dire non ? ». Lors de son témoignage, elle explique : « Gérard a interprété tous ses personnages en donnant tout de lui-même, avec le pire et avec le meilleur. Toute forme de génie porte en soi quelque chose d’extravagant, d’insoumis, de dangereux. (...) Il aime ce métier, il aime le cinéma, il aime le théâtre. (…) Il se moque, il provoque. Oui, Gérard, il prend de la place sur un tournage. Oui, il a une grande gueule. Oui, il dit des grossièretés. (...) Beaucoup ne sont pas venus défendre Gérard parce qu’ils avaient peur de perdre leur métier. (...) Quand j’ai eu la lettre et que j’ai vu citée à comparaître, je n’avais plus envie de venir et puis, je me suis dit que si je ne venais pas défendre mon ami, je me reprocherais toute ma vie ma lâcheté. »

## Filmographie

### Actrice

#### Cinéma

##### Années 1970
- 1976 : Marie-Poupée de Joël Séria : Marie-Paule
- 1979 : Les Chiens d’Alain Jessua : l'infirmière

##### Années 1980
- 1980 : Les Uns et les Autres de Claude Lelouch : Véronique
- 1981 : La Femme d'à côté de François Truffaut : Mathilde Bauchard
- 1982 : La vie est un roman d’Alain Resnais : Livia Cerasquier
- 1983 : Vivement dimanche ! de François Truffaut : Barbara Becker
- 1983 : Benvenuta d’André Delvaux : Benvenuta
- 1983 : Un amour de Swann de Volker Schlöndorff : Oriane de Guermantes
- 1983 : Desiderio d’Anna Maria Tatò : Lucia
- 1984 : L'Amour à mort d’Alain Resnais : Judith Martignac
- 1985 : L'Été prochain de Nadine Trintignant : Dina
- 1985 : Les Enragés de Pierre-William Glenn : Jessica Melrose
- 1986 : Conseil de famille de Costa-Gavras : la mère
- 1986 : Le Paltoquet de Michel Deville : Lotte
- 1986 : Mélo d’Alain Resnais : Christiane Levesque
- 1987 : La Famille (La Famiglia) d’Ettore Scola : Adriana
- 1988 : Pleure pas my love de Tony Gatlif : Roxane
- 1988 : Trois Sœurs (Fürchten und Lieben) de Margarethe von Trotta : Velia Parini
- 1989 : Australia de Jean-Jacques Andrien : Jeanne Gauthier

##### Années 1990
- 1990 : Aventure de Catherine C. de Pierre Beuchot : Catherine Crachat
- 1991 : Rien que des mensonges de Paule Muret : Muriel
- 1991 : Double Vue (Afraid of the Dark) de Mark Peploe : Miriam
- 1992 : La Femme du déserteur (en) (אישה זרה, Isha Zara) de Michal Bat-Adam (en) : Nina
- 1992 : Amok de Joël Farges : Elle
- 1993 : François Truffaut : Portraits volés de Serge Toubiana et Michel Pascal : elle-même
- 1993 : Le Colonel Chabert d’Yves Angelo : Rose Chapotel, comtesse Ferraud
- 1994 : Les Cent et Une Nuits de Simon Cinéma d’Agnès Varda : la star qui tourne la nuit
- 1995 : Par-delà les nuages (Al di là delle nuvole) de Michelangelo Antonioni : Patricia
- 1995 : Sabrina de Sydney Pollack : Irene
- 1996 : Désiré de Bernard Murat : Odette
- 1996 : Pédale douce de Gabriel Aghion : Évelyne, dite Éva
- 1996 : Ridicule de Patrice Leconte : la comtesse de Blayac
- 1998 : Elizabeth (Elizabeth: The Virgin Queen) de Shekhar Kapur : Marie de Guise
- 1998 : Le Dîner (La cena) d’Ettore Scola : Flora
- 1999 : Augustin, roi du kung-fu d’Anne Fontaine : elle-même
- 1999 : La Débandade de Claude Berri : Marie Langmann
- 1999 : Le Fils du Français de Gérard Lauzier : Anne Laviel

##### Années 2000
- 2000 : Le Libertin de Gabriel Aghion : Madame Therbouche
- 2000 : Change-moi ma vie de Liria Bégéja : Nina
- 2001 : Callas Forever de Franco Zeffirelli : Maria Callas
- 2001 : Sans nouvelles de Dieu (Sin noticias de Dios) d’Agustín Díaz Yanes : Marina d'Angelo
- 2002 : Huit femmes de François Ozon : Pierrette
- 2003 : Nathalie… d’Anne Fontaine : Catherine
- 2004 : L'Année du déluge (en) (El año del diluvio) de Jaime Chávarri : Sœur Consuelo
- 2004 : L'Odeur du sang (L'Odore del sangue) de Mario Martone : Silvia
- 2006 : Paris, je t’aime : Pigalle (court-métrage) de Richard LaGravenese : Fanny
- 2007 : Roman de gare de Hervé Picard : Judith Ralitzer
- 2007 : L'ora di punta de Vincenzo Marra : Caterina
- 2007 : Il divo de Paolo Sorrentino : la femme de l'ambassadeur
- 2008 : Hello Goodbye de Graham Guit : Gisèle Gaash
- 2008 : Ha-Sodot d’Avi Nesher : Anouk
- 2009 : Visage de Tsai Ming-liang : la productrice et la reine Hérodias
- 2009 : Trésor de Claude Berri et François Dupeyron : Françoise Lagnier
- 2009 : La Traversée du désir de Arielle Dombasle : elle-même

##### Années 2010
- 2010 : You Never Left (court métrage) de Youssef Nabil
- 2011 : Interno giorno de Tommaso Rossellini : Maria
- 2012 : Le Guetteur de Michele Placido : la femme de Giovanni (non créditée)
- 2013 : La grande bellezza de Paolo Sorrentino : elle-même (non créditée)
- 2013 : Les Beaux Jours de Marion Vernoux : Caroline dite Caro
- 2013 : Alliés nés (court métrage) d'Abraham Belaga : la mère
- 2014 : Casanova Variations de Michael Sturminger : Lucrecia
- 2015 : Chic ! de Jérôme Cornuau : Alicia Ricosi
- 2015 : La Séance (court métrage) d'Edouard de La Poëze : la comtesse de Castiglione
- 2016 : Five d'Igor Gotesman : elle-même
- 2016 : For This Is My Body de Paule Muret : la femme
- 2017 : Waiting for You de Charles Garrad : Madeleine Brown
- 2017 : Lola Pater de Nadir Moknèche : Lola/Farid Chekib
- 2017 : Maria by Callas de Tom Volf : narratrice
- 2018 : Vostok n°|20 d'Élisabeth Silveiro : narratrice
- 2018 : Ma mère est folle de Diane Kurys : Nina
- 2019 : La Belle Époque de Nicolas Bedos : Marianne
- 2019 : Perdrix d'Erwan Le Duc : Thérèse Perdrix

##### Années 2020
- 2020 : ADN de Maïwenn : Caroline, la mère de Neige
- 2021 : Italia, le feu, la cendre de Céline Gailleurd et Olivier Bohler  : voix-off
- 2021 : Bonjour minuit (court métrage) d'Elisabeth Silveiro : Sasha
- 2022 : Les Jeunes Amants de Carine Tardieu : Shauna Loszinsky
- 2022 : Les Volets verts de Jean Becker : Jeanne Swann
- 2022 : Couleurs de l’incendie de Clovis Cornillac : Solange Gallinato
- 2022 : Amusia de Marescotti Ruspoli : Solange Gallinato
- 2023 : Retour en Alexandrie (Back to Alexandria) de Tamer Ruggli : Fairouz
- 2023 : The Palace de Roman Polanski : Constance Rose Marie de La Valle
- 2023 : Complètement cramé ! de Gilles Legardinier : Nathalie de Beauvillier
- 2023 : Ma France à moi de Benoît Cohen : France Cohen
- 2023 : Les Rois de la piste de Thierry Klifa : Rachel Zimmermann
- 2024 : American Star de Gonzalo López-Gallego

#### Télévision
- 1978 : Le Mutant de Bernard Toublanc-Michel : Jeanne Laurent
- 1979 : Cinéma 16 : La Muse et la Madone de Nina Companeez : Natacha
- 1979 : Ego de Jean-Marie Marcel : Liliane, l'institutrice
- 1979 : Les Dames de la côte de Nina Companeez : Fanny Villatte
- 1980 : Histoires extraordinaires : La Chute de la maison Usher d’Alexandre Astruc : Madeline Usher
- 1980 : Mémoires de deux jeunes mariées de Marcel Cravenne : Louise de Chaulieu
- 1981 : Les Bons Bourgeois de Pierre Desfons (captation) : Philomène
- 1981 : Le Chef de famille de Nina Companeez : Katy
- 1984 : Mademoiselle Julie d'Yves-André Hubert (captation) : Julie
- 1984 : Vivement Truffaut ! de François Truffaut : elle-même
- 1985 : L'Altro enigma de Vittorio Gassman et Carlo Tuzii : la voyante
- 1988 : Un jour à Rome (Piazza Novena) de Gianfrancesco Lazotti : Vicky Sebastiani
- 1987 : Médecins des hommes : Biafra, le pays du soleil levant de Laurent Heynemann : Nathalie
- 1988 : La Grande Cabriole de Nina Companeez : Laure-Adelaïde de Chabrillant
- 1993 : L'Aide-mémoire de Pierre Desfons (captation) :
- 1999 : Balzac de Josée Dayan : Eve Hanska
- 2011 : Raspoutine de Josée Dayan : Alexandra Fedorovna
- 2012 : Nos retrouvailles de Josée Dayan : Elisabeth Andrieu
- 2012 : Miroir mon amour de Siegrid Alnoy : la Reine
- 2013 : Le Clan des Lanzac de Josée Dayan : Elizabeth Lanzac
- 2014 : Résistance de Miguel Courtois : la comtesse
- 2018 : Ondes de choc, épisode 1 Journal de ma tête d'Ursula Meier : Esther Fontanel
- 2021 : Les Damnés de la Commune de Raphaël Meyssan (documentaire) : La mère de Victorine

- 2025 : Dans la tête de Godard et de Beauregard de Hind R. Boukli (documentaire) : la narratrice

#### Clips
- 1990 : Madame rêve d'Alain Bashung
- 2011 : Elle me dit de Mika
- 2021 : Si vous m'aviez connu de Daniel Auteuil

### Réalisatrice
- 2009 : Cendres et Sang
- 2010 : Chimères absentes (court-métrage)
- 2013 : Cadences obstinées
- 2016 : Le Divan de Staline

## Théâtre

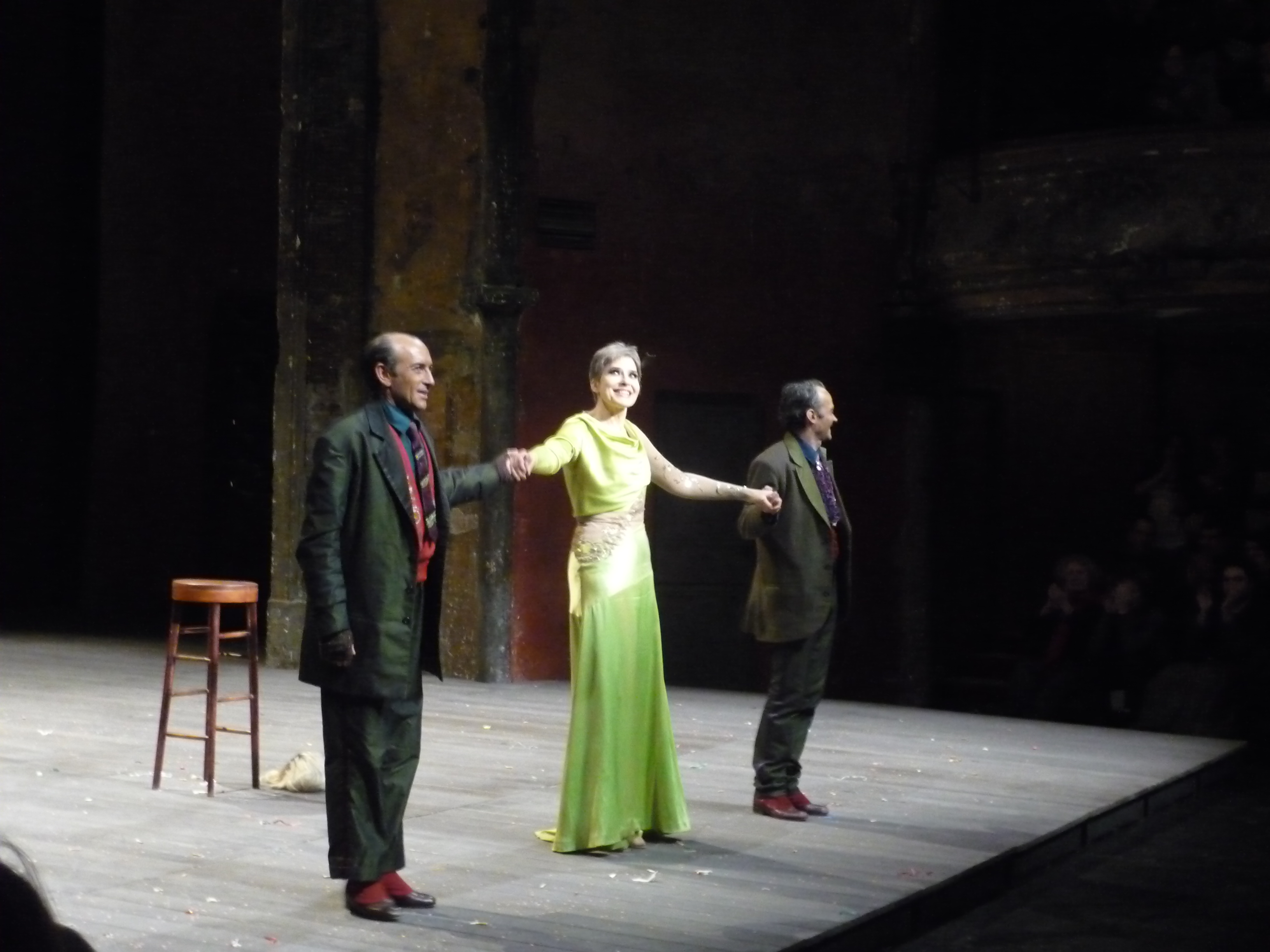
Fanny Ardant dans Music-Hall au Théâtre des Bouffes-du-Nord.

- 1974 : Polyeucte de Pierre Corneille, mise en scène Dominique Leverd
- 1975 : Le Bonheur est dans le pré, mise en scène Henri Lazarini
- 1976 : Le Maître de Santiago d'Henry de Montherlant, mise en scène Dominique Leverd
- 1976 : Bonsoir Monsieur Tchekhov de Dimítris Kollátos, mise en scène au Théâtre d'Art[27]
- 1977 : Esther de Jean Racine, mise en scène Dominique Delouche
- 1978 : Électre de Jean Giraudoux, mise en scène Dominique Leverd, festival de Bellac
- 1979 : Tête d'or de Paul Claudel, mise en scène Dominique Leverd
- 1980 : Les Bons Bourgeois de René de Obaldia, mise en scène Jacques Rosny, Théâtre Hébertot
- 1983 : Mademoiselle Julie de Strindberg, mise en scène Andréas Voutsinás, Théâtre Édouard-VII
- 1987 : Dom Juan de Molière, mise en scène Francis Huster, Théâtre Renaud-Barrault
- 1989 : Comme tu me veux de Luigi Pirandello, mise en scène Maurice Attias, Théâtre de la Madeleine
- 1990 : Comme tu me veux de Luigi Pirandello, mise en scène Maurice Attias, Théâtre des Célestins
- 1992 : L'Aide-mémoire de Jean-Claude Carrière, mise en scène Bernard Murat, Comédie des Champs-Élysées
- 1995 : La Musica deuxième de Marguerite Duras, mise en scène Bernard Murat, Théâtre de la Gaîté-Montparnasse, Festival d'Anjou, Tournée
- 1996-1997 : Master Class (ou la Leçon de chant de Maria Callas) de Terrence McNally, adaptation Pierre Laville, mise en scène Roman Polanski, Théâtre de la Porte-Saint-Martin
- 1998 : Deux Phèdre, mise en scène Antoine Bourseiller, Festival de Gordes
- 2002 : Sarah de John Murrell, mise en scène Bernard Murat, Théâtre Édouard-VII
- 2004 : Médée de Luigi Cherubini, récitante, mise en scène Jean-Paul Scarpitta, Arènes de Nîmes
- 2004 : La Bête dans la jungle de James Lord, mise en scène Jacques Lassalle, Théâtre de la Madeleine
- 2006 : Le Journal de Jules Renard de Jules Renard, lecture avec Jean-Louis Trintignant
- 2006 : La Maladie de la mort de Marguerite Duras, mise en scène Bérangère Bonvoisin, Théâtre de la Madeleine
- 2006 : Médée d’Euripide, lecture
- 2008 : Véronique opérette d'André Messager, mise en scène au Théâtre du Châtelet
- 2009 : Music-hall de Jean-Luc Lagarce, mise en scène Lambert Wilson, Théâtre des Bouffes-du-Nord
- 2009 : L'Histoire du soldat d’Igor Stravinsky et Charles Ferdinand Ramuz, direction Kolja Blacher, théâtre La Fenice : conteuse
- 2010 : Jeanne d'Arc au bûcher d'Arthur Honegger et Paul Claudel, direction Bertrand de Billy, Festival de Salzbourg : Jeanne
- 2011 : L'Année de la pensée magique de Joan Didion, mise en scène Thierry Klifa, Théâtre de l'Atelier : Joan
- 2014 : Des journées entières dans les arbres de Marguerite Duras, mise en scène Thierry Klifa, Théâtre de la Gaîté-Montparnasse
- 2014 : Fanny Ardant lit Elsa Morante au Théâtre de l'Odéon, lecture
- 2015 : Cassandre de Christa Wolf, mise en scène Hervé Loichemol, musique Michael Jarrell interprétée par le Lemanic Modern Ensemble, direction musicale Jean Deroyer, Théâtre de la Comédie, Genève
- 2016 : Croque-monsieur de Marcel Mithois, mise en scène Thierry Klifa, Théâtre de la Michodière
- 2018 : Hiroshima mon amour, d'après Marguerite Duras, mise en scène Bertrand Marcos, Festival de Figeac puis théâtre de l'Atelier, théâtre des Bouffes-Parisiens, tournée en 2019
- 2019 : La Passion suspendue de Marguerite Duras, mise en scène Bertrand Marcos, théâtre de l'Œuvre
- 2024 : La Blessure et la Soif de Laurence Plazenet, mise en scène Catherine Schaub, théâtre Marigny

### Mise en scène
- 2016 : Comédie musicale opératique, Passion de Stephen Sondheim, avec Natalie Dessay, au Théâtre du Châtelet, Paris
- 2019 : Opéra Lady Macbeth du district de Mtsensk de Dmitri Chostakovitch, chorégraphie (La)Horde, costumes Milena Canonero, Opéra d'Athènes[28]
- 2024 : Opéra Aleko de Sergueï Rachmaninov, Opéra national de Grèce[29]

## Discographie

### Musique
- 1986 : Toujours et encore sur l'album L'Envers du monde de la Fondation de France
- 1997 : Mes mains sur tes hanches avec Patrick Bruel sur l'album Le Zénith des Enfoirés
- 2002 : À quoi sert de vivre libre ? sur la bande originale de Huit Femmes
- 2012 : Amoureuse en duo avec Véronique Sanson sur la réédition de son album Amoureuse
- 2013 : Baiser tout le temps avec Alex Beaupain sur la réédition de son album Après moi le déluge

### Livres audio
- 1992 : La Peur de Stefan Zweig, éditions des femmes, coll. « Bibliothèque des voix »
- 1997 : Le Top des p'tits classiques : histoires racontées par Fanny Ardant et Roland Giraud sur 16 pièces célèbres pour piano, BMG France
- 2000 : Le Ravissement de Lol V. Stein de Marguerite Duras, éd. Frémeaux
- 2001 : Romulus et Remus ou la fondation de Rome de Bruno Benardeau, Lucky records
- 2002 : Gardez-moi les journaux de Pierre Hebey, collectif, Gallimard
- 2003 : La Duchesse de Langeais d'Honoré de Balzac, éditions des femmes
- 2004 : Jane Eyre de Charlotte Brontë, éditions des femmes
- 2004 : Laissez-moi de Marcelle Sauvageot, éditions des femmes
- 2005 : La Bête dans la jungle (avec Gérard Depardieu) adaptée par Marguerite Duras, éditions des femmes
- 2005 : Tristan et Isolde de Pierre Michot, L'Avant-Scène Opéra
- 2006 : La Maladie de la mort de Marguerite Duras, éditions des femmes
- 2008 : Le Souci des plaisirs. Construction d'une érotique solaire de Michel Onfray, Flammarion
- 2008 : La Musica deuxième de Marguerite Duras, éditions des femmes
- 2010 : Alabama Song de Gilles Leroy, Éditions Gallimard

## Distinctions

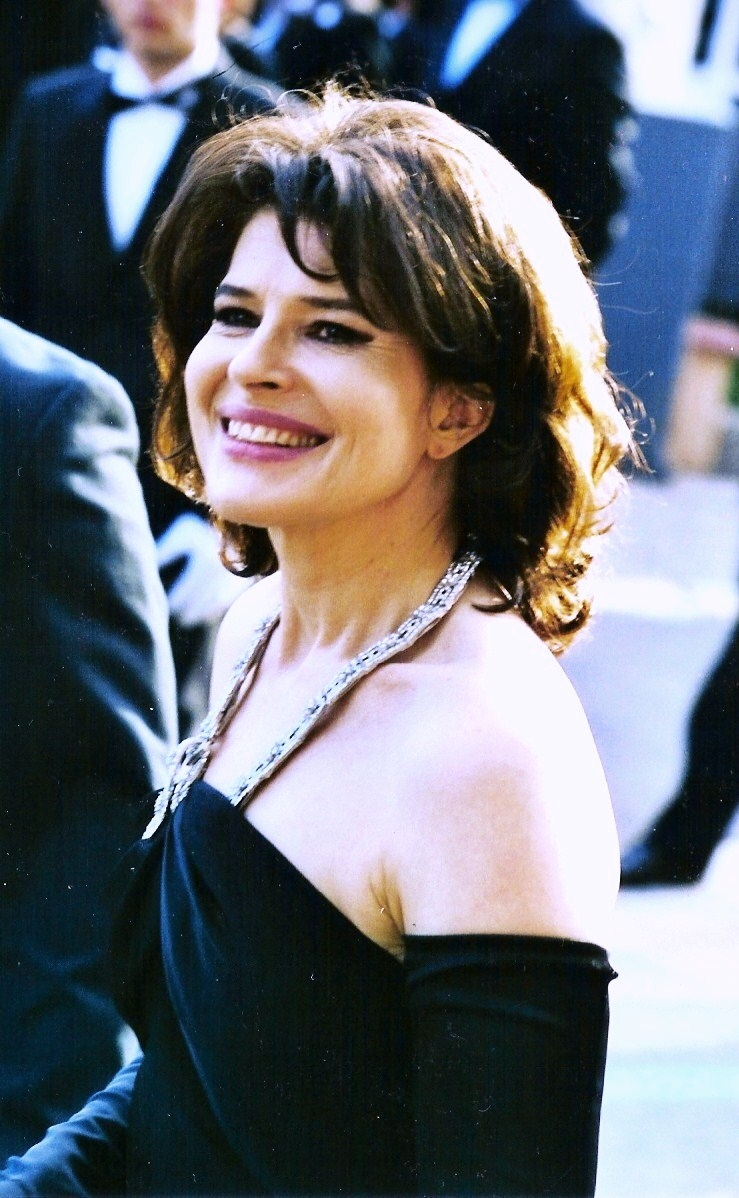
Fanny Ardant au festival de Cannes 2005.

### Récompenses
- César 1997 : Meilleure actrice pour Pédale douce
- Lumières 1997 : Meilleure actrice pour Ridicule
- Berlinale 2002 : Ours d’argent de la Meilleure Contribution Artistique pour Huit Femmes, prix partagé avec Emmanuelle Béart, Danielle Darrieux, Firmine Richard, Catherine Deneuve, Isabelle Huppert, Ludivine Sagnier et Virginie Ledoyen
- Prix du Cinéma Européen 2002 : Meilleure actrice pour Huit Femmes, prix partagé avec Emmanuelle Béart, Danielle Darrieux, Firmine Richard, Catherine Deneuve, Isabelle Huppert, Ludivine Sagnier et Virginie Ledoyen.
- Festival international du film de Moscou 2003 : prix Stanislavski
- César 2020 : Meilleure actrice dans un second rôle pour La Belle Époque
- Festival du film de Cabourg 2022 : Swann d'or de la meilleure actrice pour Les Jeunes Amants.

### Nominations
- César 1982 : Meilleure actrice pour La Femme d'à côté
- César 1984 : Meilleure actrice pour Vivement dimanche !
- Molières 1993 : Molière de la comédienne pour L'Aide-mémoire
- Molières 1997 : Molière de la comédienne pour Master Class
- César 2003 : Meilleure actrice pour Huit Femmes
- César 2014 : Meilleure actrice pour Les Beaux Jours
- Lumières 2020 : Meilleure actrice pour La Belle Époque
- César 2021 : Meilleure actrice dans un second rôle pour ADN
- César 2023 : Meilleure actrice pour Les Jeunes Amants